# ゆめのはじまりんりん
「ゆめのはじまりんりん」は、きゃりーぱみゅぱみゅの8枚目のシングル。2014年2月26日にワーナーミュージック・ジャパンから発売された。

## 楽曲について
中田ヤスタカのプロデュースによる表題曲は「出会い」と「別れ」をテーマにし、新しい生活を前にした不安や期待を歌って、卒業シーズンにマッチしたものになっている。
表題曲は発表直後から、Twitterなどで「曲の歌いだしがGAOの「サヨナラ」に非常に似ている、オマージュか」という指摘が相次いだが、アソビシステム（中田ときゃりーの所属事務所）およびワーナーミュージック・ジャパンはいずれも、メロディの類似とオマージュについて否定している。中田は作曲時、それを鼻歌でスマホのアプリに入力して既存の類似曲がないか確認しているという。音楽評論家の石黒隆之は、表題曲のAメロはパクリどころか「コピペ」そのものであり、サビの歌詞のヒネリの無さを考え合わせると、中田は卒業ソングの類型性、ひいては卒業というイベントに対する世間の過剰な意味づけに対し、シニカルな問題提起をしているのではないかという見方を示した。

## タイアップ
- CHINTAIテレビCMソング(#1[7])
- ALOOKテレビCMソング(#2)

## ライブ披露
2014年1月18日・19日に横浜アリーナで開かれたライブ『きゃりーぱみゅぱみゅのマジカルワンダーキャッスル』のアンコールで初披露された。

## プロモーション
リリース前日には、制服姿の現役学生限定イベント「きゃりーぱみゅぱみゅ学園 合同卒業式」が東京のSHIBUYA-AXで開かれた。

## 収録曲
初回限定盤には DVD が付属する。

### CD
※ 全作詞・作曲・編曲：中田ヤスタカ
1. ゆめのはじまりんりん (3:21)
  - CHINTAI CMソング
2. スローモ (3:33)
  - ALOOK CMソング
3. もったいないとらんど -extended mix- (4:50)
4. ゆめのはじまりんりん -instrumental- (3:21)
5. スローモ -instrumental- (3:34)

### DVD
1. にんじゃりばんばん ふりつけビデオ by きゃりーダンサー

## アートワーク
アートワークは「ゆめの世界」をコンセプトにしている。スタッフやファンクラブから募集された約32名が、パステルカラーの衣装をまとってきゃりーの後ろに並び、配置やポーズなどで虹を表現。またきゃりー自身は雲をイメージした白の衣装を着てポーズをとり、彼女らしいユーモアとファンタジーを表現している。CDアートワーク・クレジットは次の通り。
- アートディレクター、デザイナー - STEVE NAKAMURA
- ヘア・メイク - 小西神士
- スタイリスト - 飯嶋久美子
- フォトグラファー - 半沢健

## ミュージックビデオ
表題曲のミュージックビデオは、曲のコンセプトを引き継ぎ、出会いと別れを繰り返しながらきゃりーが子供から大人へ成長してゆく様を描く。かつて「PONPONPON」や「ファッションモンスター」で着用した衣装を再び着たり、その他のミュージックビデオのモチーフも登場し、きゃりーの軌跡を改めて振り返るような内容であり、従来の「グロカワ」な毒のあるテイストは抑え、物語仕立ての感動を誘う仕上がりになっている。
ミュージックビデオのリリースにあたり、きゃりーは次のようなコメントを出した。
きゃりーは、デビュー前から親交のあるスタッフとビデオの企画段階から入念に打ち合わせを重ねた。撮影は2月初旬に神奈川のスタジオで、早朝から翌朝まで長時間かけて行なわれた。衣装は、子供きゃりー、学生きゃりー、PONPONPONきゃりー、ファッションモンスターきゃりー、袴きゃりーと、これまでにない数にのぼった。まず子供きゃりーは、コントでよく使われる膝に靴をつけたローファイ特撮を使い、子供らしい髪型や所作に注意が払われた。また「PONPONPON」はきゃりーの衣装の原点、「ファッションモンスター」はきゃりーの通り名のひとつでもあり、いずれも彼女のキャラクターを表現するのに適しているとして衣装に採用された。最後の袴は可愛らしい紅白のストライプ柄で、監督がデザインしたキャラクターがプリントされている。きゃりー自身、以前から袴姿に憧れていたという。ミュージックビデオの制作スタッフは次の通り。
- 監督 - 田向潤[11][15]

ミュージックビデオは2014年2月20日に YouTube で公開された。